# Az év magyar tekvandósa
Az év magyar taekwondósa címet 1992 óta ítéli oda a Magyar ITF Taekwon-Do Szövetség és a Magyar WTF Taekwondo Szövetség. A díjat legtöbb alkalommal Tóth Balázs (12) valamint Kotsis Edina (9) nyerte el. 2024-ben Márton Viviana egyben a „világ legjobb taekwandósa” címet is elnyerte.

## Díjazottak
| Év   | Férfiak                               | Nők                                       |
| ---- | ------------------------------------- | ----------------------------------------- |
| 1992 | Szunyogh Péter                        | Engrich Mariann                           |
| 1993 | ITF: Gojdár István, WTF: Urbán Lajos  | ITF: Rajkai Andrea, WTF: Engrich Mariann  |
| 1994 | ITF: Kerényi Csaba, WTF: Urbán Balázs | ITF: Rajkai Andrea, WTF: Engrich Mariann  |
| 1995 | WTF:Salim Gergely                     | WTF:Marosi Tünde                          |
| 1996 | WTF:Salim József                      | WTF:Engrich Mariann                       |
| 1997 | ITF: Skoda Gábor, WTF: Salim József   | ITF: Rajkai Andrea, WTF: Hórvölgyi Eszter |
| 1998 | ITF: Skoda Gábor, WTF: Rózsa Gábor    | ITF: Rajkai Andrea, WTF: Hórvölgyi Eszter |
| 1999 | Kiss Zsolt Gábor                      | Rajkai Andrea                             |
| 2000 | Salim József                          | Andrejszki Henriett                       |
| 2001 | Tóth Balázs                           | Andrejszki Henriett                       |
| 2002 | Tóth Balázs                           |                                           |
| 2003 | Tóth Balázs                           | Gál Mária                                 |
| 2004 | Tóth Balázs                           | Nagy Szilvia                              |
| 2005 | Tóth Balázs                           | Tokár Renáta                              |
| 2006 | Tóth Balázs                           | Kotsis Edina                              |
| 2007 | Tóth Balázs                           | Kotsis Edina                              |
| 2008 | Tóth Balázs                           | Kotsis Edina                              |
| 2009 | Tóth Balázs                           | Kotsis Edina                              |
| 2010 | Tóth Balázs                           | Kotsis Edina                              |
| 2011 | Tóth Balázs                           | Kotsis Edina                              |
| 2012 | Tóth Balázs                           | Kotsis Edina                              |
| 2013 |                                       | Kotsis Edina                              |
| 2014 |                                       | Gonda Ivett                               |
| 2015 | Nem volt díjazott                     | Kotsis Edina                              |
| 2016 | Nem volt díjazott                     | Patakfalvy Luca                           |
| 2017 | Nem volt díjazott                     | Patakfalvy Luca                           |
| 2018 | Nem volt díjazott                     | Patakfalvy Luca                           |
| 2019 | Józsa Levente                         | Patakfalvy Luca                           |
| 2020 | Salim Sharif                          | Füredi Rebeka                             |
| 2021 | Salim Omar                            | Patakfalvy Luca                           |
| 2022 | Salim Omar (2)                        | Patakfalvy Luca                           |
| 2023 | Józsa Levente                         | Márton Luana                              |
| 2024 | Salim Omar (3)                        | Márton Viviana                            |